# Степанов Єгор Васильович
Єгор Васильович Степанов (народився 13 квітня 1990 у м. Вітебську, СРСР) — білоруський хокеїст, центральний нападник. Виступає за «Німан» у Білоруській Екстралізі. 
Виступав за ХК «Вітебськ-2», ХК «Вітебськ».
У складі юніорської збірної Білорусі учасник чемпіонату світу 2008.